# 가쿠인
가쿠인(일본어: 学院)은 일본에 있는 학교에 대한 명칭으로, 고등학교 및 대학 등 다양한 교육 기관의 명칭으로 사용되고있다. 이런 경우 영어로는 "gakuin"로 표기한다. 학원으로 명칭이 붙는 학교의 대부분은 사립 학교이지만 예외적인 경우도 있다. 또한 등교를 거부하는 학생과 자퇴한 학생 등에게는 지원을 하는 학교 등에도 학원이라는 명칭을 붙이는 경우가 많으며, 이 경우 학교에 준한 시설로 간주된다.

## 같이 보기
- 가쿠엔
- 학원
- 입시 학원